# 廈門足球倶楽部藍獅隊
廈門足球倶楽部藍獅隊（簡:厦门足球俱乐部蓝狮足球队）は中国・福建省廈門市をホームタウンとするサッカークラブチーム。中国サッカー・スーパーリーグ（中国超級聯賽、国内リーグ1部に相当）に所属していたが、2007年のシーズン後解散した。

## 歴史
- 1998年　甲Bリーグに所属していた前身の仏山仏斯第倶楽部（仏山仏斯第俱乐部）が本拠地をアモイに移動し、チーム名を廈門足球倶楽部遠華隊（厦门远华）とする。
- 2000年　甲Aリーグに所属し、廈門廈新倶楽部（厦门厦新俱乐部）に改名。
- 2001年　廈門足球倶楽部紅獅隊（厦门红狮）に改名。
- 2003年　廈門足球倶楽部石獅隊（厦门石狮）に改名。
- 2005年　廈門足球倶楽部藍獅隊（厦门蓝狮）に改名。
- 2006年　スーパーリーグ（超級リーグ）に昇格。
- 2007年　2007年のシーズン後、解散。

### クラブ名の由来
「藍獅」はマスコットである青いライオンの意。